# FlämingWalk

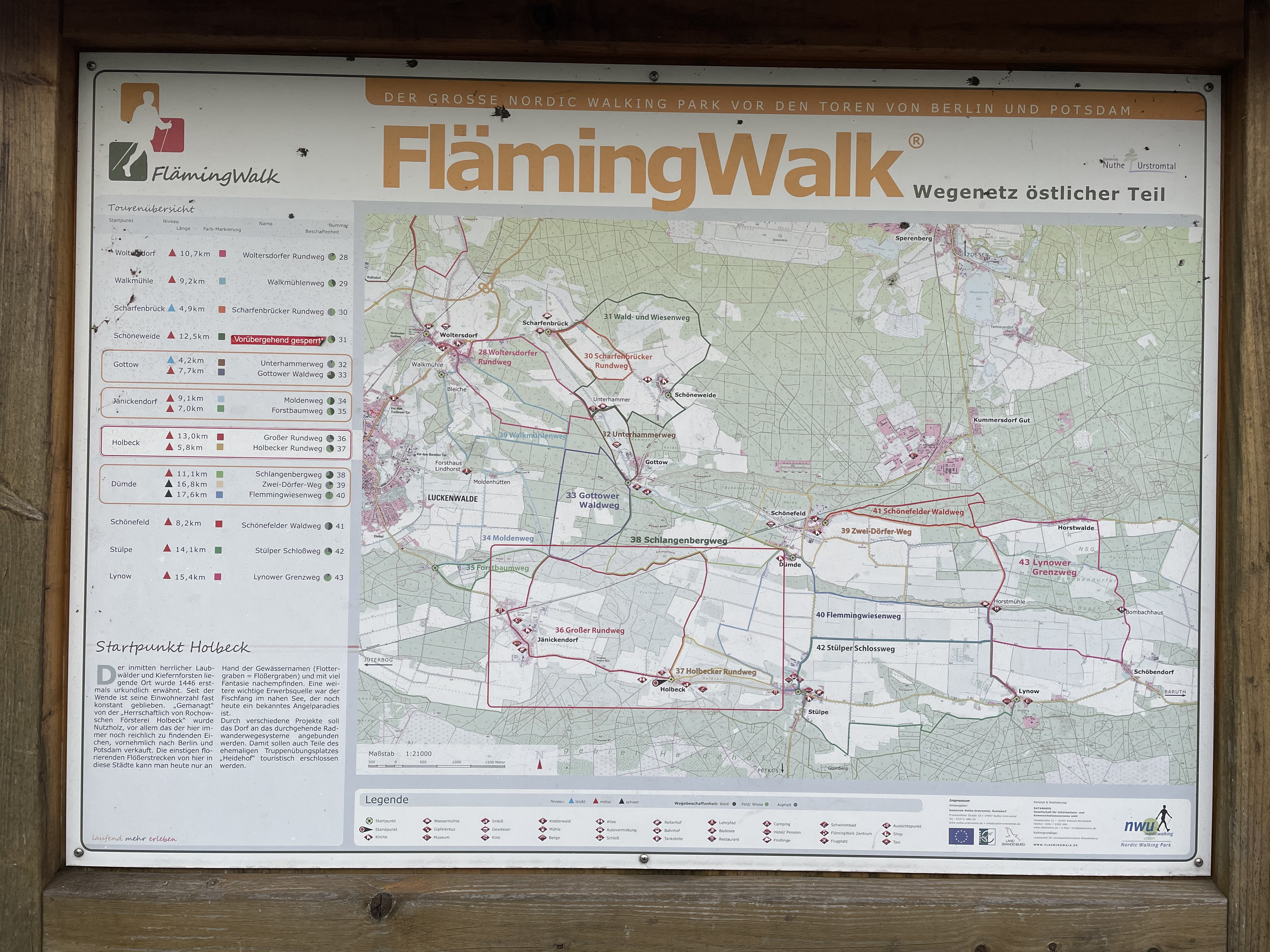
Typische Infotafel zum FlämingWalk, hier in Holbeck

Der FlämingWalk ist ein Netz von insgesamt 43 Wanderwegen im Fläming im Land Brandenburg, die zum Nordic Walking und Wandern ausgewiesen wurden.

## Struktur

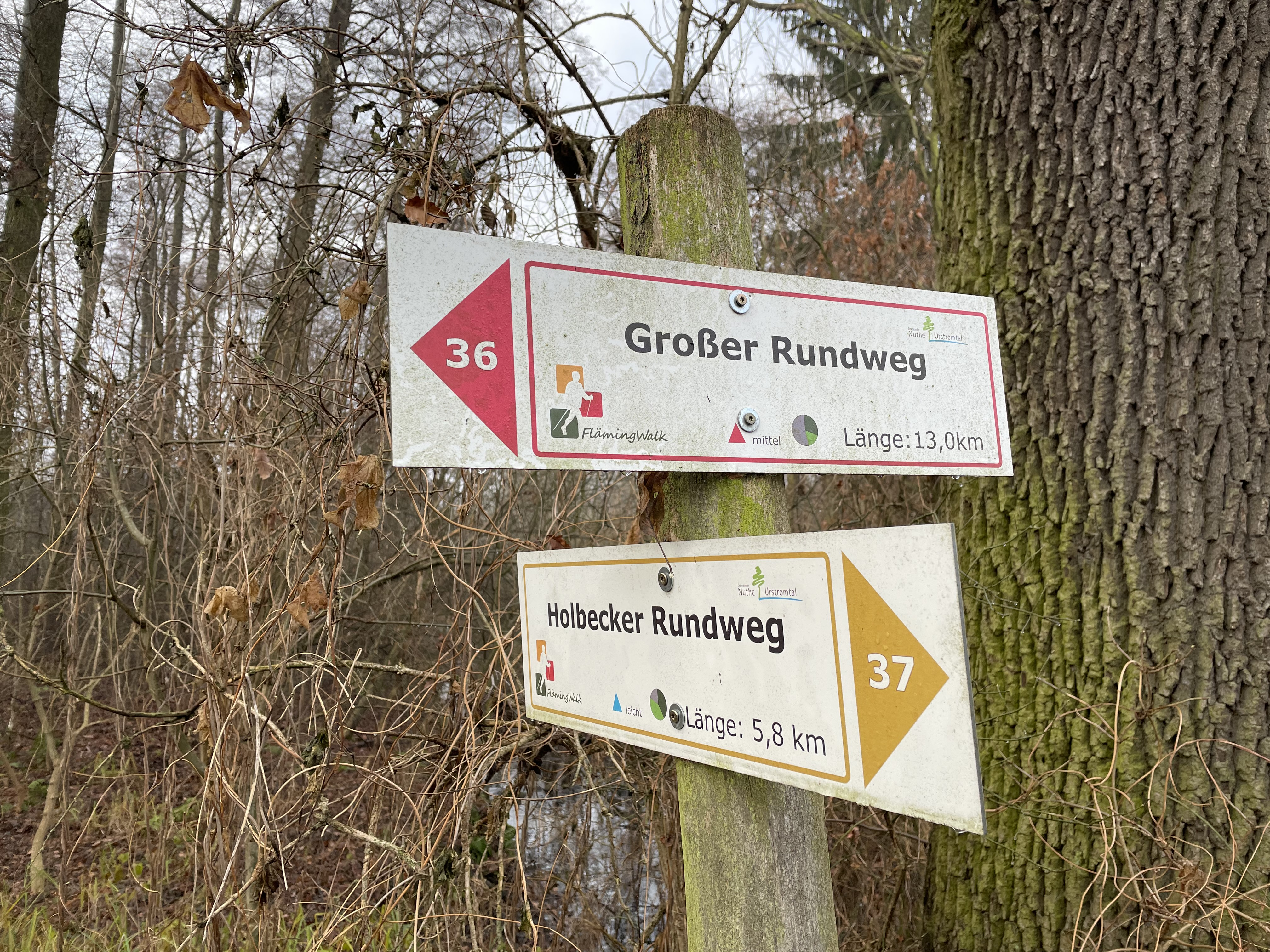
Ausschilderung der Wanderwege

Der FlämingWalk ist in drei Regionen aufgeteilt, die ein Gebiet um die Städte Beelitz und Treuenbrietzen im Norden und Nordwesten, die Stadt Trebbin im Norden, die Stadt Luckenwalde sowie die Gemeinde Nuthe-Urstromtal im Süden sowie Baruth/Mark im Südosten einschließlich deren Ortsteile umfassen. Die Rundkurse sind überwiegend mit einheitlichen, wetterbeständigen Schildern markiert. Teilweise werden aber auch bereits vorhandene Markierungen genutzt, zum Beispiel beim Schöbendorfer Rundweg ein brauner Kreis auf weißem Grund. Das Niveau der Strecken umfasst als „leicht“ eingestufte Wege mit einer Länge von bis zu 7,5 km, mittelschwere Strecken mit einer Länge von über 7,5 km bis maximal 15 km Länge sowie schwere Strecken mit einer Länge von über 15 km. Etwaige Erschwernisse durch Höhenmeter werden dabei nicht berücksichtigt. Obwohl es sich durchgehend um Rundkurse handelt, wird für jede Tour ein Startpunkt angegeben. Dort befindet sich überwiegend eine große Übersichtstafel mit den Streckenverläufen der Region sowie touristischen Informationen und einem kurzen historischen Abriss zum jeweiligen Startpunkt.
Die mit 4,1 km kürzeste Strecke ist der Wildgegeweg, der in Berkenbrück in der Gemeinde Nuthe-Urstromtal startet. Die mit 34,5 km längste Strecke ist der Nieplitzrundweg mit seinem offiziellen Startpunkt am Freibad in Beelitz.

### Nordwestlicher Teil
Der nordwestliche Teil umfasst Routen um die Städte Beelitz und Trebbin sowie einige Ortsteile der Gemeinde Nuthe-Urstromtal. In der Region befinden sich 17 Touren, die von neun Startpunkten ein gesamtes Streckennetz mit einer Länge von 214 km abdecken.
| Startpunkt              | Niveau | Länge (in km) | Name                   | Nummer |
| ----------------------- | ------ | ------------- | ---------------------- | ------ |
| Beelitz (Am Freibad)    | schwer | 34,5          | Großer Nieplitzrundweg | 44     |
| Beelitz (Am Freibad)    | leicht | 5,6           | Archenrundweg          | 45     |
| Beelitz (Am Freibad)    | mittel | 8,5           | Panoramarundweg        | 46     |
| Beelitz (Am Bahnhof)    | leicht | 5,1           | Bruchwiesenrundweg     | 47     |
| Beelitz (Am Bahnhof)    | mittel | 8,3           | Von-Ziethen-Rundweg    | 48     |
| Beelitz (Am Bahnhof)    | mittel | 8,0           | Milanrundweg           | 49     |
| Schönefeld              | mittel | 8,0           | Schönefelder Rundweg   | 50     |
| Schönefeld              | mittel | 11,0          | Riebener Waldweg       | 51     |
| Elsholz                 | mittel | 8,8           | Heerstraßenrundweg     | 52     |
| Beelitz (Bockwindmühle) | leicht | 7,5           | Spargelrundweg         | 53     |
| Blankensee              | schwer | 16,5          | Rund um den Blankensee | 54     |
| Blankensee              | mittel | 14,5          | Vogel-Flug-Route       | 55     |
| Friedensstadt Glau      | mittel | 8,4           | Glauer-Berge-Weg       | 56     |
| Friedensstadt Glau      | mittel | 13,1          | Zwei-Berge-Weg         | 57     |
| Trebbin                 | schwer | 20,4          | Priedeltalweg          | 58     |
| Trebbin                 | schwer | 17,0          | Kliestower-See-Weg     | 59     |
| Thyrow                  | schwer | 19,3          | Beuthener-Seen-Weg     | 60     |

### Östlicher Teil

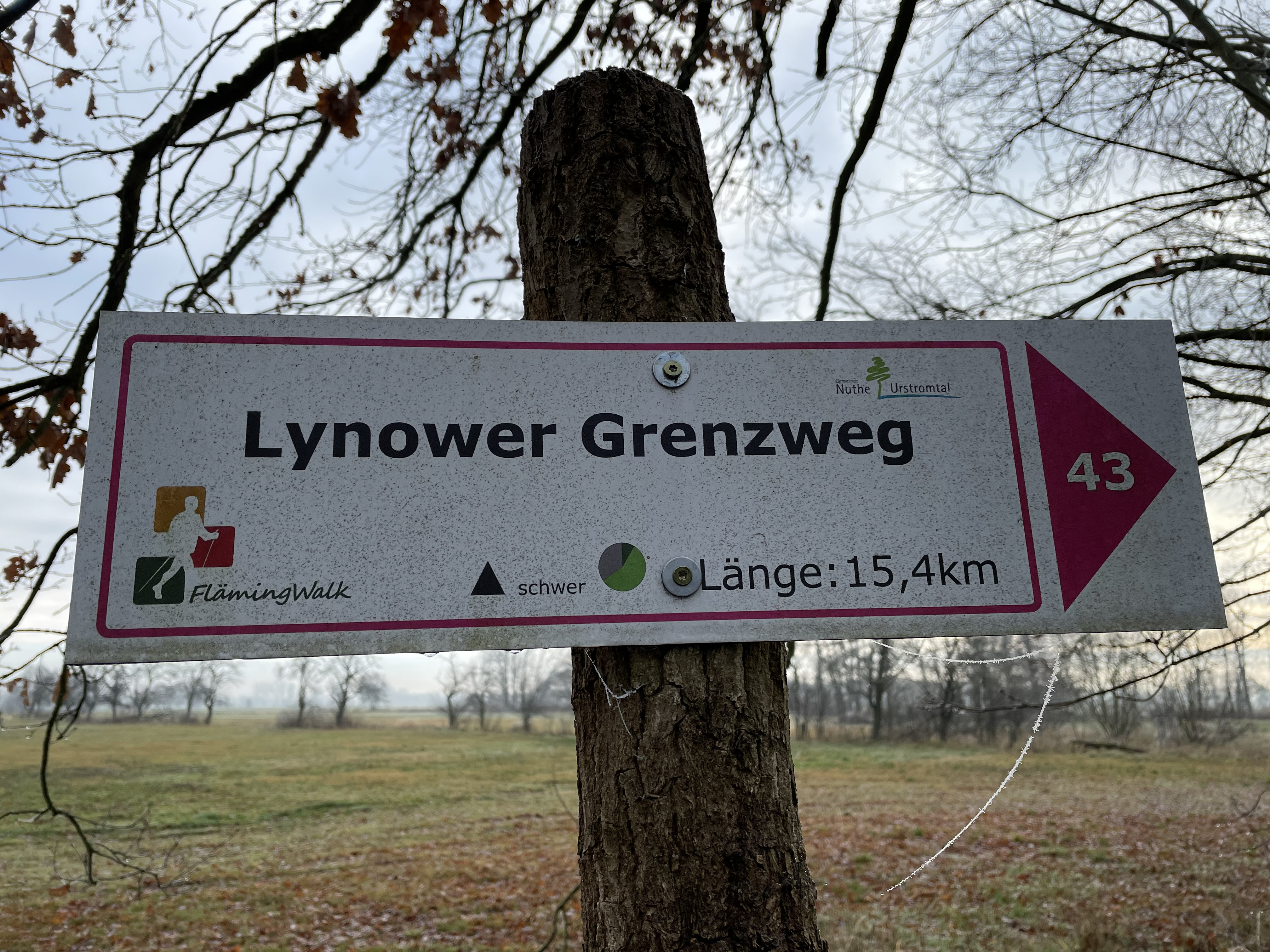
Markierung des Lynower Grenzwegs

Der östliche Teil umfasst Routen um die Stadt Luckenwalde. In der Region befinden sich 20 Touren, die von 14 Startpunkten ein gesamtes Streckennetz mit einer Länge von 222 km abdecken.
| Startpunkt    | Niveau | Länge (in km) | Name                    | Nummer |
| ------------- | ------ | ------------- | ----------------------- | ------ |
| Woltersdorf   | mittel | 10,7          | Woltersdorfer Rundweg   | 28     |
| Walkmühle     | mittel | 9,2           | Walkmühlenweg           | 29     |
| Scharfenbrück | leicht | 4,9           | Scharfenbrücker Rundweg | 30     |
| Schöneweide   | mittel | 12,5          | Wald- und Wiesenweg     | 31     |
| Gottow        | leicht | 4,2           | Unterhammerweg          | 32     |
| Gottow        | mittel | 7,7           | Gottower Waldweg        | 33     |
| Jänickendorf  | mittel | 9,1           | Moldenweg               | 34     |
| Jänickendorf  | leicht | 7,0           | Forstbaumweg            | 35     |
| Holbeck       | mittel | 13,0          | Großer Rundweg          | 36     |
| Holbeck       | leicht | 5,8           | Holbecker Rundweg       | 37     |
| Dümde         | mittel | 11,1          | Schlangenbergweg        | 38     |
| Dümde         | schwer | 16,8          | Zwei-Dörfer-Weg         | 39     |
| Dümde         | schwer | 17,6          | Flemmingwiesenweg       | 40     |
| Schönefeld    | mittel | 9,0           | Schönefelder Waldweg    | 41     |
| Stülpe        | mittel | 14,1          | Stülper Schloßweg       | 42     |
| Lynow         | schwer | 15,4          | Lynower Grenzweg        | 43     |
| Paplitz       | mittel | 8,8           | Schöbendorfer Buschweg  | 65     |
| Baruth        | mittel | 8,8           | Urstromtalweg           | 66     |
| Glashütte     | mittel | 8,3           | Klasdorfer Rundweg      | 67     |
| Glashütte     | schwer | 26,5          | Fläming-Glashütte-Weg   | 68     |

### Westlicher Teil
Der westliche Teil umfasst Routen um die Gemeinde Nuthe-Urstromtal sowie die Stadt Luckenwalde. In der Region befinden sich 31 Touren, die von 15 Startpunkten ein gesamtes Streckennetz mit einer Länge von 370 km abdecken.
| Startpunkt     | Niveau | Länge (in km) | Name                   | Nummer |
| -------------- | ------ | ------------- | ---------------------- | ------ |
| Dobbrikow      | mittel | 9,0           | Dobbrikower Rundweg    | 1      |
| Dobbrikow      | mittel | 13,0          | Seeroute               | 2      |
| Dobbrikow      | mittel | 12,7          | Sieben-Seen-Weg        | 3      |
| Gottsdorf      | leicht | 4,6           | Parkweg                | 4      |
| Gottsdorf      | mittel | 8,1           | Torfseeweg             | 5      |
| Gottsdorf      | schwer | 20,3          | Pfefferfließroute      | 6      |
| Kemnitz        | leicht | 5,6           | Kemnitzer Rundweg      | 7      |
| Kemnitz        | mittel | 9,1           | Nieplitzroute          | 8      |
| Kemnitz        | schwer | 17,2          | Fuchsbergweg           | 9      |
| Kemnitz        | schwer | 19,2          | Wittbrietzener Rundweg | 10     |
| Nettgendorf    | mittel | 13,8          | Weinbergweg            | 11     |
| Nettgendorf    | mittel | 13,9          | Mühlenroute            | 12     |
| Frankenförde   | schwer | 21,4          | Langer Feldweg         | 13     |
| Felgentreu     | mittel | 9,4           | Buschweg               | 14     |
| Felgentreu     | leicht | 5,0           | Rundweg                | 16     |
| Hennickendorf  | leicht | 7,5           | Klärteichweg           | 17     |
| Hennickendorf  | schwer | 16,6          | Strassweg              | 18     |
| Hennickendorf  | mittel | 11,2          | Fledermausweg          | 19     |
| Ahrensdorf     | leicht | 5,3           | Bergweg                | 20     |
| Märtensmühle   | mittel | 11,0          | Drei-Dörfer-Weg        | 21     |
| Märtensmühle   | leicht | 4,5           | Nutherundweg Nord      | 22     |
| Märtensmühle   | mittel | 10,0          | Nutherundweg Süd       | 23     |
| Liebätz        | mittel | 12,7          | Bärluchweg             | 24     |
| Ruhlsdorf      | mittel | 11,1          | Spitzbergweg           | 25     |
| Ruhlsdorf      | mittel | 7,9           | Rauhe-Luch-Weg         | 26     |
| Berkenbrück    | leicht | 4,1           | Wildgehegeweg          | 27     |
| Treuenbrietzen | mittel | 10,5          | Nieplitztal-Weg        | 61     |
| Treuenbrietzen | leicht | 6,6           | Nickert-Rundweg        | 62     |
| Treuenbrietzen | schwer | 33,4          | Landschaftstour        | 63     |
| Treuenbrietzen | schwer | 29,6          | Steintour              | 64     |